# مجتبی ملکی
مجتبی ملکی (زادهٔ ۱۱ دی ۱۳۶۱ در ایلام) پاورلیفتینگ‌کار اهل ایران و عضو شورای شهر ایلام است.

## دوران ورزشی
در بخش قوی‌ترین مردان؛ ملکی در سه دوره مسابقات مردان آهنین در سال‌های ۱۳۸۰، ۱۳۸۳ و ۱۳۸۴ به مقام نائب‌قهرمانی رسید، تا از این حیث رکورددار باشد. وی همچنین دو دوره قهرمان رقابت‌های کشوری قوی‌ترین مردان ایران شده‌است، و سابقه حضور در چندین دوره مسابقات جهانی این رشته را داشته‌است.
در بخش پاورلیفتینگ و در دسته سنگین‌وزن؛ ملکی در مسابقات قهرمانی پاورلیفتینگ جهان در سال‌های ۲۰۱۷ و ۲۰۱۸ دو بار پیاپی قهرمان جهان شد. وی در مسابقات قهرمانی پاورلیفتینگ جهان در سال ۲۰۱۷ توانست در بخش اسکات وزنه ۵۰۰ کیلوگرمی را مهار کند و رکورد جهان را بشکند.
او همچنین ۸ دوره و در سال‌های ۲۰۰۴، ۲۰۰۵، ۲۰۰۶، ۲۰۰۷، ۲۰۰۸، ۲۰۱۱، ۲۰۱۳ و ۲۰۱۵ قهرمان پاورلیفتینگ آسیا شده‌است؛ تا قدرت بلامنازع دسته سنگین‌وزن پاورلیفتینگ در قاره آسیا باشد.